# CH Gasteiz
CH Gasteiz – hiszpański klub hokeja na lodzie z siedzibą w Vitoria-Gasteiz.

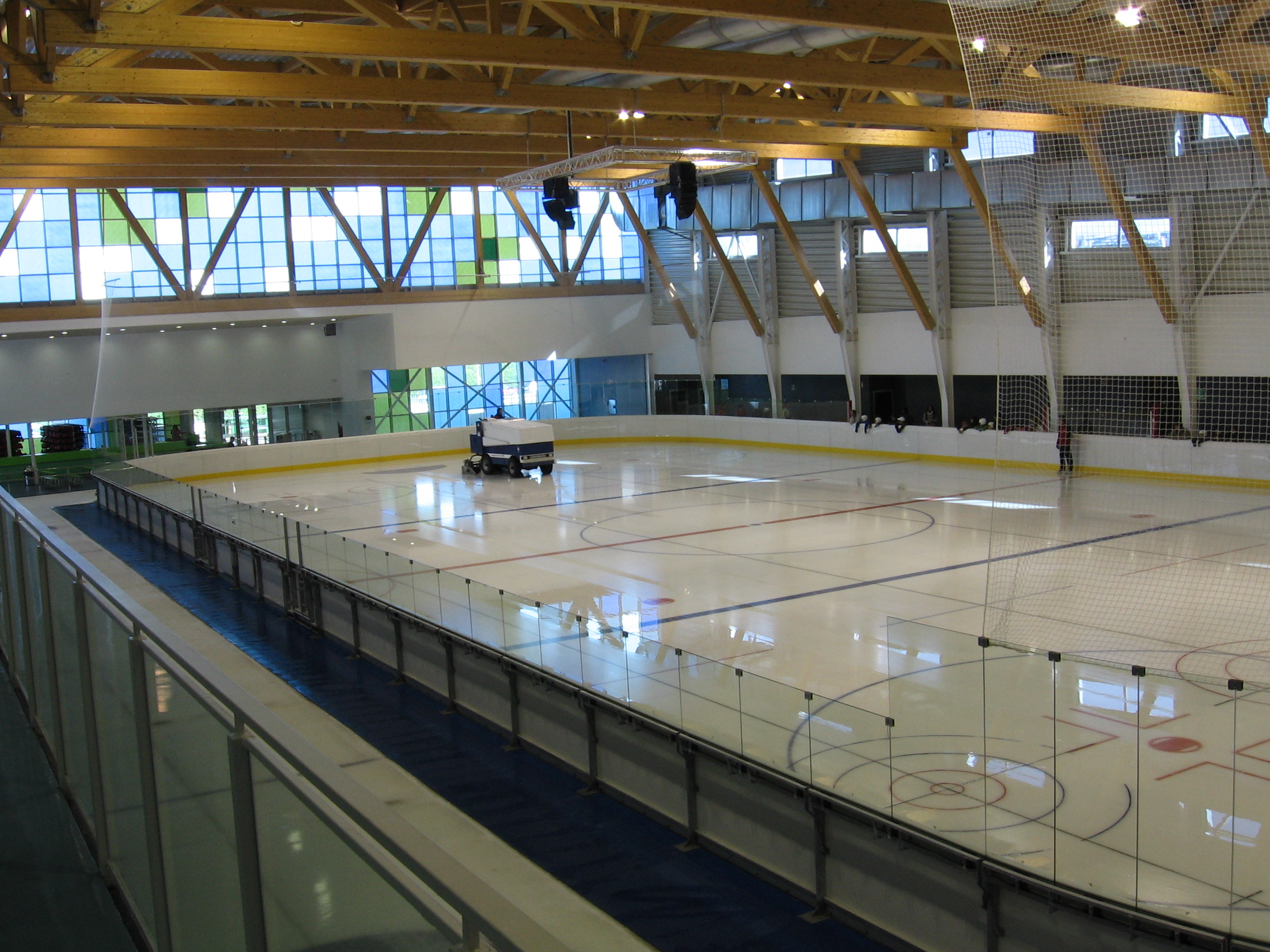
Lodowisko klubu

## Trenerzy
Pracę jako grający trener podjął w sezonie 1990/1991 Polak Adam Wronka. Po sezonie 2004/2005 drużyna przez dwa lata grała w rozgrywkach hokeja na rolkach, po czym powróciła do Superligi w edycji 2007/2008 pod wodzą Adama Wronki.
W sezonie 2012/2013 trenerem zespołu był Serhij Zemczenko. Ostatnim sezonem był 2013/2014.

## Sukcesy
- Złoty medal mistrzostw Hiszpanii: 2013, 2014
- Brązowy medal mistrzostw Hiszpanii: 2001, 2004, 2008
- Puchar Hiszpanii: 2014
- Udział w Pucharze Kontynentalnym: 2013/2014